# Siete Cumbres

Comparación de las siete cumbres

Se conoce como las Siete Cumbres a las más altas montañas de cada uno de los seis continentes, añadiendo además la más alta de Norteamérica. El primer escalador que consiguió coronar las cimas de estas montañas (según la Lista Kosciuszko o Bass, que incluye la cumbre más alta de Australia en lugar de la de Oceanía) fue el estadounidense Richard Bass, de 1983 a 1985.
En casi toda América, excepto en Estados Unidos, la lista y reto a alcanzar es el de las Seis Cumbres, puesto que se considera al monte Aconcagua como ya el de mayor altura del continente americano, siendo la idea de una cumbre máxima por cada continente. El primer escalador en lograrlo con la cima más alta de Oceanía (en lugar de la de Australia) fue el canadiense Pat Morrow, de 1981 a 1986.
Alcanzar la cima de todas es considerado uno de los mayores desafíos en el montañismo.

## Definiciones
Debido a las diferentes interpretaciones sobre los límites de los continentes (geográficas, geológicas, geopolíticas) no existe un consenso sobre cuáles son las siete cumbres, por lo que en realidad son nueve las montañas que podrían integrar dicha lista.

### Europa
Durante mucho tiempo, el Mont Blanc (4810 m s. n. m.) fue considerado como la montaña más alta de Europa. Con el desarrollo de las expediciones geográficas, se comprobó que dicha categoría correspondía al monte Elbrus de 5642 m s. n. m., en las montañas del Cáucaso al Norte.

### Oceanía
El pico más alto de Australia es el monte Kosciuszko (2228 m s. n. m.), pero es menor en altitud que el Aoraki / Mount Cook (3754 m s. n. m.) en Nueva Zelanda, y aún menor que el Nemangkawi / monte Jaya, que se eleva hasta 4884 m s. n. m., en la provincia indonesia de Papúa, en la isla de Nueva Guinea.

### Las listas de Bass y de Messner

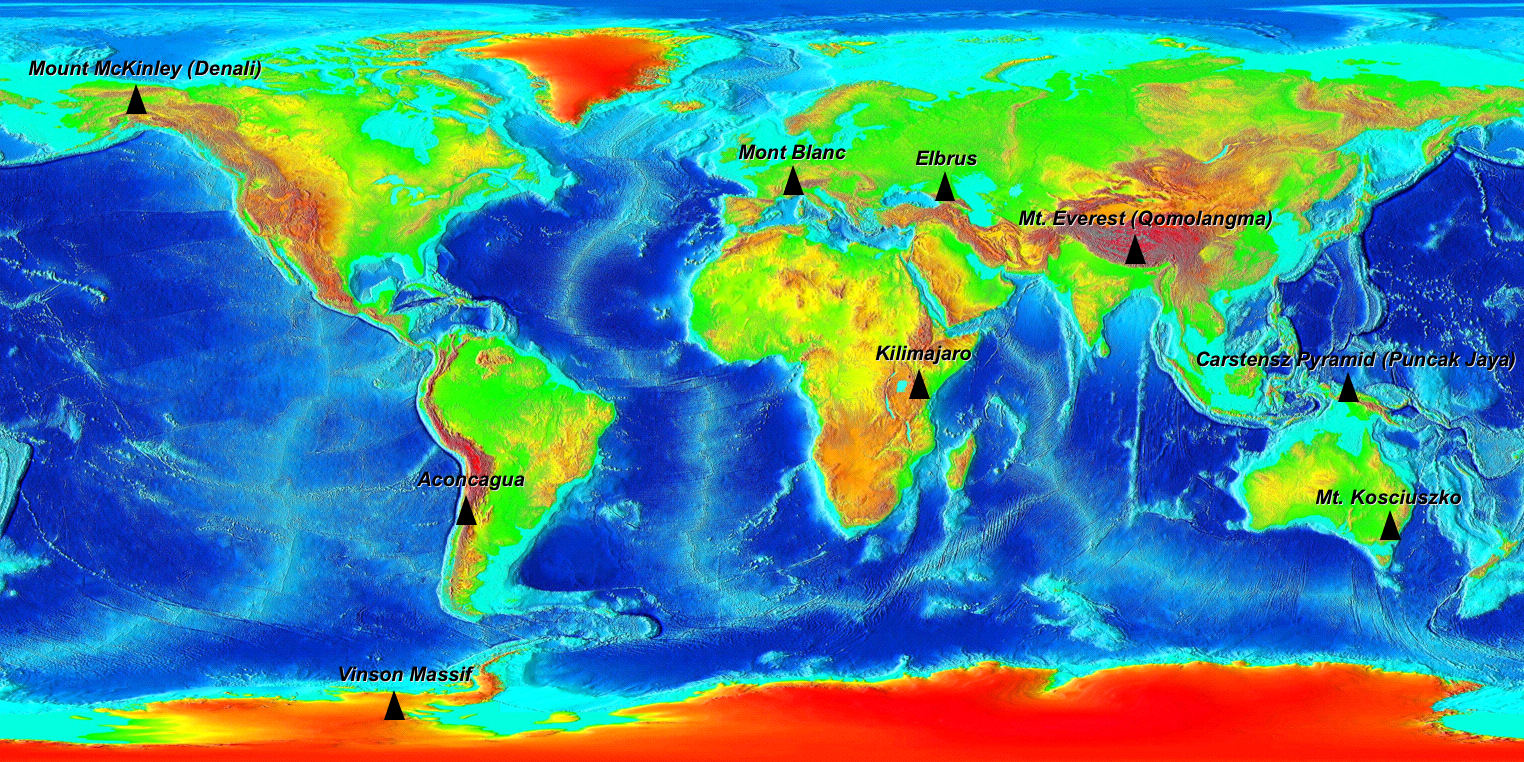
Planisferio donde se muestran las nueve cumbres más altas de cada continente según distintas listas.

La primera lista de las siete cumbres, conocida como Lista de Bass o Lista Kosciuszko, fue propuesta por Richard Bass en 1980 y elige la montaña más alta de Australia (monte Kosciuszko, 2228 m s. n. m.) como la más alta de Oceanía. 
Reinhold Messner propone otra lista conocida como la Lista de Messner o Lista Carstensz, sustituyendo el monte Kosciuszko por el Nemangkawi / Jaya o pirámide de Carstensz (4884 m s. n. m.), el pico más alto de Oceanía, en la isla de Nueva Guinea. Ninguna de las dos listas incluyen al Mont Blanc como el más alto de Europa.
Desde el punto de vista de la dificultad técnica, la lista de Messner es la más difícil, ya que escalar el Nemangkawi / Jaya es una verdadera expedición, y el logro de la cumbre del Kosciuszko es relativamente fácil. Esa es la razón por la que Pat Morrow, el primer escalador en ascender las siete cumbres de la lista de Messner (empezando en 1977 con el Denali hasta finalizar en 1986 con el Nemangkawi / Jaya), defiende su elección de esta lista.
|   |            |                   |             |                           |                  |                                                                 |                                            | Aparición en listas |         |                         |
| # | Continente | Cumbre            | Altitud (m) | Cordillera                | País             | Autor(es) del primer ascenso                                    | Fecha del primer ascenso                   | Bass                | Messner | Más alta del continente |
| 1 | Asia       | Everest           | 8849        | Himalaya                  | China Nepal      | Edmund Hillary, Tenzing Norgay                                  | 29 de mayo de 1953                         | ✔                   | ✔       | ✔                       |
| 2 | América    | Aconcagua         | 6962        | Cordillera de los Andes   | Argentina        | Matthias Zurbriggen                                             | 14 de enero de 1897                        | ✔                   | ✔       | ✔                       |
| 3 | América    | Denali            | 6198        | Cordillera de Alaska      | Estados Unidos   | Hudson Stuck, H.Karstens, W. Harper, R. Tatum                   | 7 de junio de 1913                         | ✔                   | ✔       | ✔                       |
| 4 | África     | Kilimanjaro       | 5893        | Gran Valle del Rift       | Tanzania         | Ludwig Purtscheller, Hans Meyer                                 | 6 de octubre de 1889                       | ✔                   | ✔       | ✔                       |
| 5 | Europa     | Monte Elbrus      | 5642        | Montañas del Cáucaso      | Rusia            | Khilar Khachirov (cima E) Florence Crauford Grove (cima O)      | 22 de julio de 1829 (cima E) 1874 (cima O) | ✔                   | ✔       | ✔                       |
| — | Europa     | Mont Blanc        | 4810        | Alpes                     | Francia · Italia | Jacques Balmat, Michel Gabriel Paccard                          | 7 de agosto de 1786                        | —                   | —       | —                       |
| 6 | Antártida  | Macizo Vinson     | 4892        | Cordillera Sentinel       | n.d.             | Nicholas B. Clinch                                              | 17 de diciembre de 1966                    | ✔                   | ✔       | ✔                       |
| 7 | Oceanía    | Nemangkawi / Jaya | 4884        | Montañas Sudirman         | Indonesia        | Heinrich Harrer, Philip Temple, Russel Kippax y Albert Huizenga | 13 de febrero de 1962                      | —                   | ✔       | ✔                       |
| — | Oceanía    | Monte Kosciuszko  | 2228        | Gran Cordillera Divisoria | Australia        | Paweł Edmund Strzelecki                                         | 15 de febrero de 1840                      | ✔                   | —       | —                       |

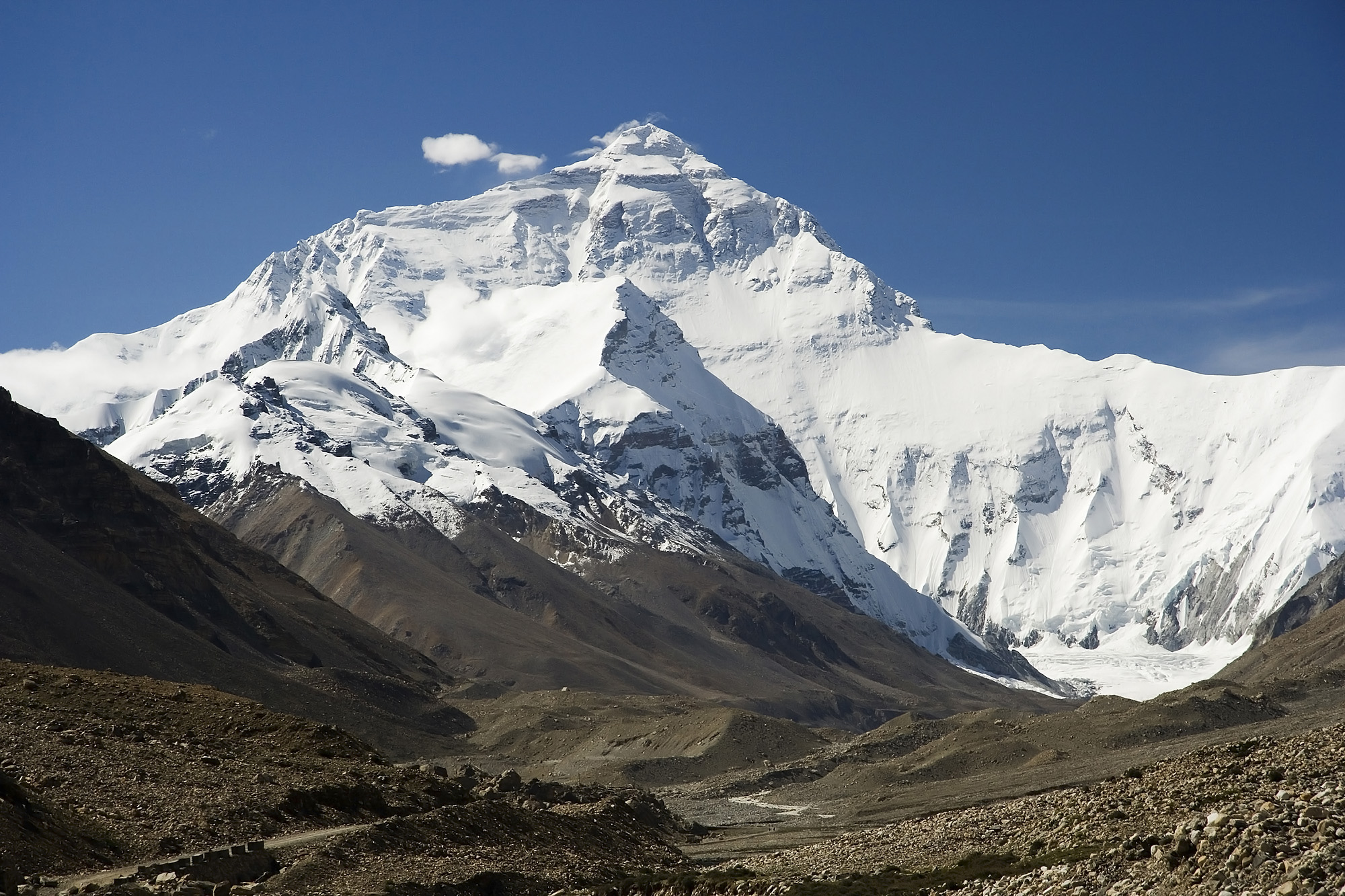
Cara Norte del Everest
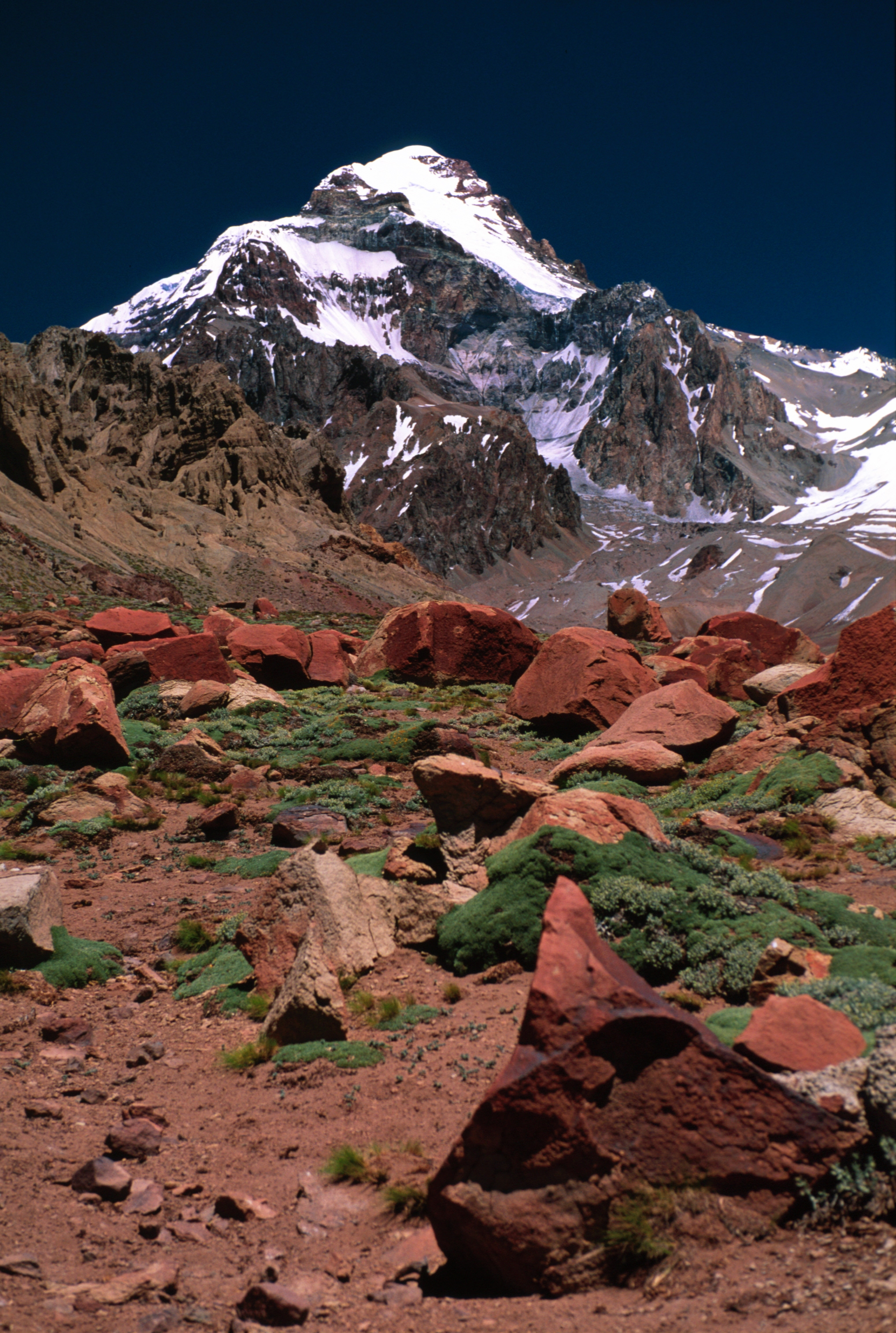
El Aconcagua visto desde la base de Puente Del Inca
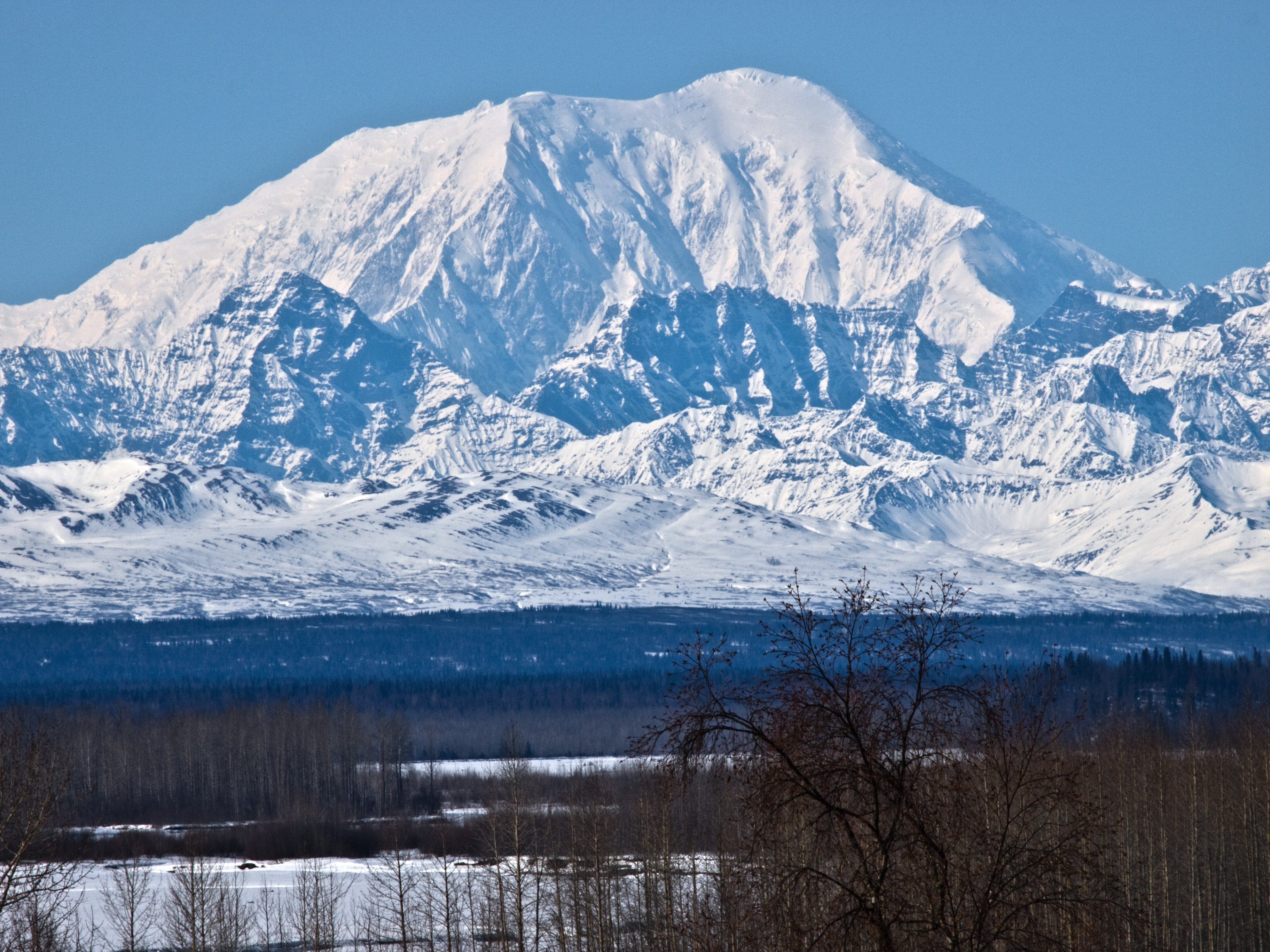
El Denali visto desde el norte
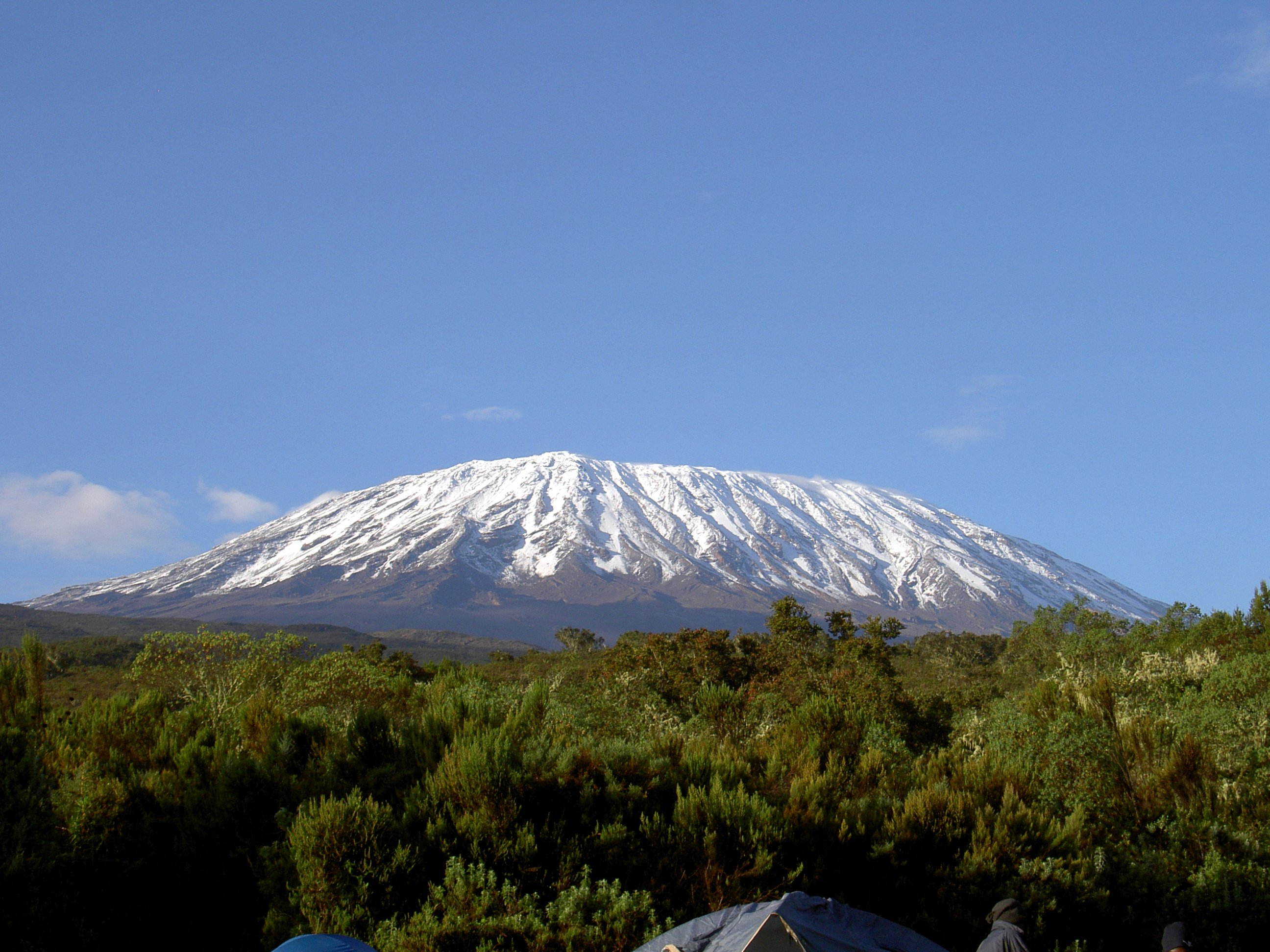
Vista del Kibo, pico principal del Kilimandjaro
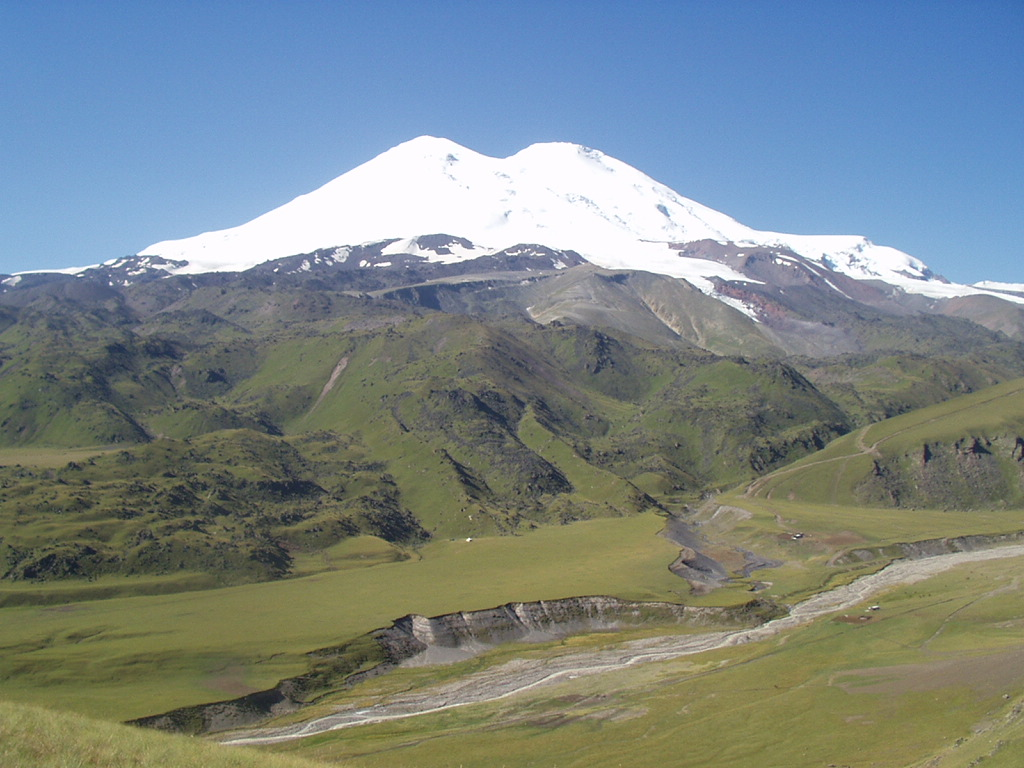
El Elbrus visto desde el norte
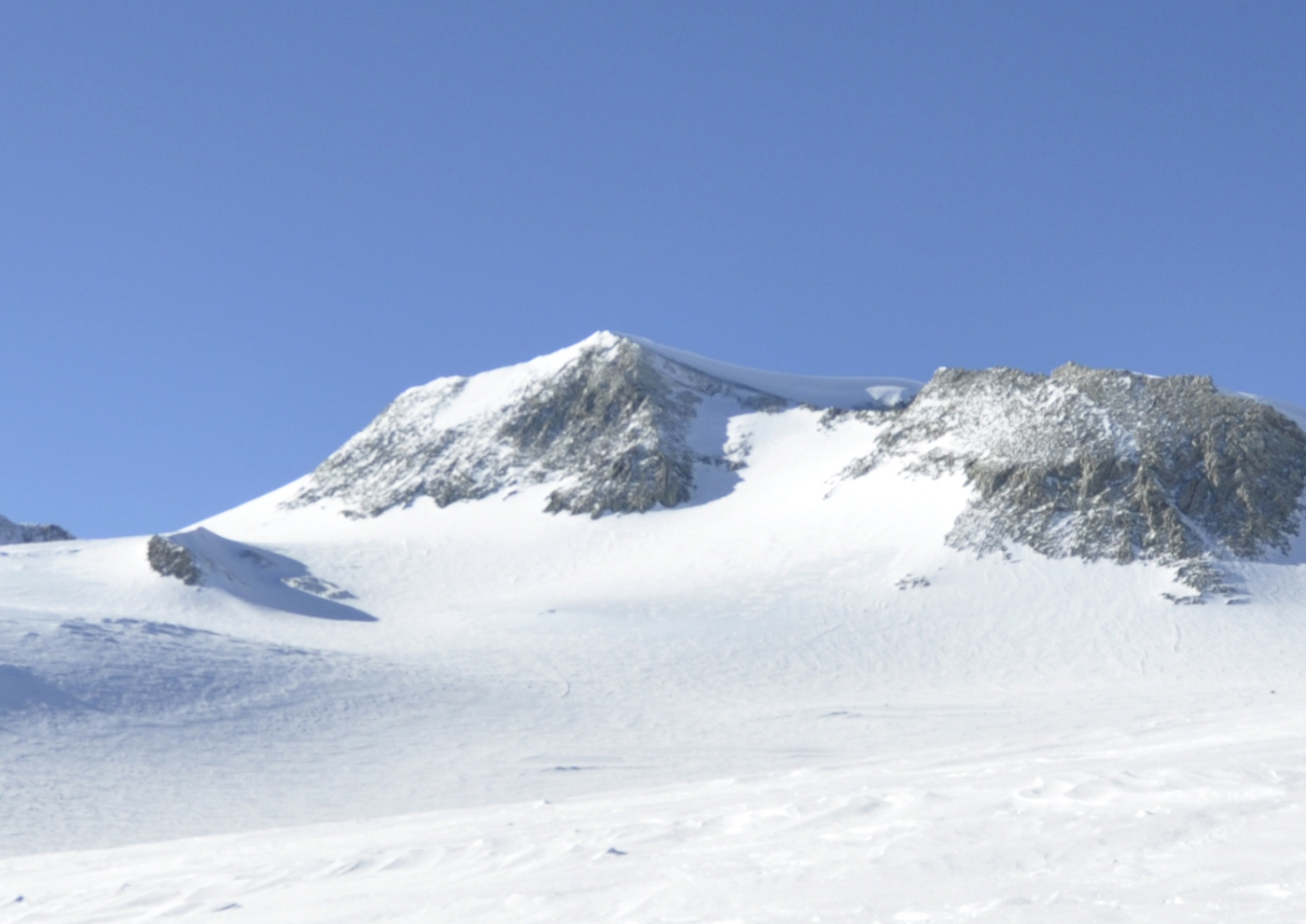
Macizo Vinson
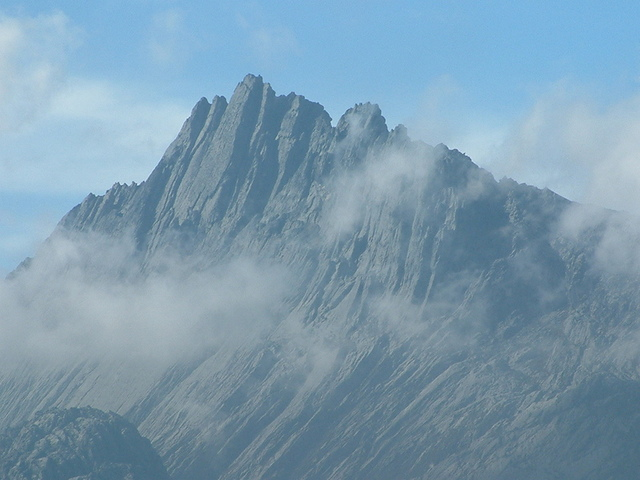
Vista de la cima del Puncak Jaya

## Historia
El estadounidense Richard Bass, hombre de negocios y alpinista aficionado, fue el primer hombre en escalar las siete cumbres. Se propuso el desafío en 1980, el cual finalizó al alcanzar la cumbre del Qomolangma / Everest el 30 de abril de 1985. Posteriormente, publicó el libro Siete Cumbres, donde relata su progreso.
Reinhold Messner revisa la lista de Bass sustituyendo Australia por la Sahul (el nombre de la plataforma continental formada por Australia, Tasmania y Nueva Guinea). Pat Morrow será el primero en lograr el reto de Messner, llegando al Nemangkawi / Jaya de 7 de mayo de 1986, y será seguido por el propio Messner, que llega a la cumbre del monte Vinson el 3 de diciembre de 1986. Morrow es también la primera persona en escalar las ocho cumbres de las Listas de Bass, Messner y las Seis Cumbres.
La primera mujer en completar el desafío de las Listas de Bass, Messner y las Seis Cumbres es Junko Tabei, que termina el reto el 28 de julio de 1992 al llegar a la cumbre del monte Elbrus.
La primera persona que ha completado el desafío sin la adición de oxígeno es Reinhold Messner. Miroslav Caban ha hecho lo mismo, poniendo fin a su desafío en 2005 en el Nemangkawi / Jaya. El argentino Heber Orona también ascendió las siete cumbres sin oxígeno entre 1999 y 2006, finalizando con el Vinson. Entre 2002 y 2007 el alpinista austriaco Christian Stangl logra completar las siete cumbres de la lista Messner, solo y sin oxígeno, acabando en el monte Qomolangma / Everest, tras una ascensión de 58 horas y 45 minutos.
En 1990 Rob Hall y Gary Ball se convierten en los primeros en completar las siete cumbres en siete meses. Usando la lista de Bass, comenzaron a escalar el Qomolangma / Everest en mayo de 1990 y finalizaron con el Vinson el 12 de diciembre de 1990, pocas horas antes de la expiración de siete meses. Sin embargo, el registro de récord de velocidad es de 172 días para la lista de Bass, 156 días para la lista de Messner y 126 días para las Seis Cumbres, récord propiedad del irlandés Ian McKeever desde 2007 al batir el récord anterior del canadiense Daniel Griffiths, por 31 días. El récord mundial entre las mujeres pertenece a Annabelle Bond del Reino Unido, con 360 días en 2005.
En octubre de 2006 Kit Deslauriers se convierte en la primera persona en esquiar en las siete cumbres de la lista de Bass. Tres meses más tarde, en enero de 2007, los suecos Olof Sundström y Martin Letzter se convirtien en los únicos que han esquiado las cimas de las dos listas.
El 17 de mayo de 2007, Samantha Larson (18 años) se convierte en la persona más joven que subió al monte Qomolangma / Everest y a toda la lista de Bass.
El 24 de mayo de 2008, Cheryl Bart y su hija de 23 años, Nikki, se convierten en el primer equipo de madre e hija en completar las siete cumbres.
Para diciembre de 2009 eran 273 los escaladores que habían completado el desafío de la lista de Bass o la lista de Messner o las Seis Cumbres. Aproximadamente el 30% logró llegar a la cumbre de las ocho montañas que se monta entre todas las listas.

## Siete cumbres secundarias

Localización de las siete cumbres secundarias

El escritor y alpinista estadounidense Jon Krakauer, autor de Into Thin Air, propuso un nuevo desafío: escalar la segunda montaña más alta de cada continente además de la segunda más alta de Norteamérica, en su Lista de las siete cumbres secundarias. Se da la paradoja de que puede tratarse de un reto mayor, pues el K2, la segunda mayor cima de Asia (8611 m s. n. m.), se considera más difícil de escalar que el Qomolangma / Everest, pues su ruta principal es de mayor dificultad técnica, además de influir factores como los fuertes vientos y las bajas temperaturas. También en esta lista existen divergencias sobre cuáles son las montañas que poseen ese título.
| # | Continente | Cumbre                     | Altitud (m) | Cordillera               | País              | Autor del primer ascenso                          | Fecha del primer ascenso | 2.ª más alta del continente |
| 1 | Asia       | K2                         | 8611        | Cordillera del Karakórum | Pakistán          | Achille Compagnoni, Lino Lacedelli                | 31 de julio de 1954      | ✔                           |
| 2 | América    | Ojos del Salado            | 6891        | Cordillera de los Andes  | Argentina · Chile | Justyn Wojsznis, Jan Szczepanski                  | 1937                     | ✔                           |
| — | América    | Pillanhuasi / Monte Pissis | 6792        | Cordillera de los Andes  | Argentina         | Stefan Osiecki, Jan Szczepanski                   | 1937                     | —                           |
| — | América    | Monte Logan                | 5959        | Montes San Elías         | Canadá            | Albert H. MacCarthy                               | 23 de junio de 1925      | —                           |
| 3 | África     | Batian                     | 5199        |                          | Kenia             | Halford Mackinder, Cesar Ollier, Joseph Brocherel | 13 de septiembre de 1899 | ✔                           |
| 4 | Antártida  | Tyree                      | 4852        | Cordillera Sentinel      | n.d.              | Nicholas B. Clinch                                | 1966?                    | ✔                           |
| 5 | Oceanía    | Trikora                    | 4750        | Montes Maoke             | Indonesia         |                                                   | 1913                     | ✔                           |
| 6 | Europa     | Pico Dufour                | 4634        | Alpes                    | Suiza             | Charles Hudson, Christopher Smyth, Ulrich Lauener | 1 de agosto de 1855      | —                           |
| — | Europa     | Monte Dykhtau              | 5204        | Montañas del Cáucaso     | Rusia             | John Cockin, Albert Mummery                       | 1888                     | ✔                           |

## Siete terceras cumbres
|   |                   |                 |                         |             |             |                 |                  | Aparición en listas |         |
| # | Continente        | Cumbre          | Cordillera              | País        | Altitud (m) | Prominencia (m) | Aislamiento (km) | Bass                | Messner |
| 1 | Asia              | Kangchenjunga   | Himalayas               | India Nepal | 8586        | 3922            | 124,32           | ✔                   | ✔       |
| 2 | América del Sur   | Monte Pissis    | Andes                   | Argentina   | 6793        | 2143            | 75,9             | ✔                   | ✔       |
| 3 | América del Norte | Pico de Orizaba | Cordillera Neovolcanica | México      | 5636        | 4922            | 2690,14          | ✔                   | ✔       |
| 4 | Europa            | Shkhara         | montañas del Cáucaso    | Georgia     | 5193        | 1357            | 6,02             | ✔                   | ✔       |
| 5 | África            | Mawenzi         | -                       | Tanzania    | 5149        | 849             | 11,07            | ✔                   | ✔       |
| 6 | Antártida         | Monte Shinn     | Cordillera Sentinel     |             | 4661        | 96              | 6,55             | ✔                   | ✔       |
|   | Oceanía           | Puncak Trikora  | Montes Maoke            | Indonesia   | 4750        | 1268            | 167,29           | —                   | ✔       |
|   | Oceanía           | Monte Twynam    | Montañas Snowy          | Australia   | 2195        | 155             |                  |                     |         |